# Massinium maculosum
Massinium maculosum is een zeekomkommer uit de familie Phyllophoridae.
De wetenschappelijke naam van de soort werd in 2003 gepubliceerd door Y. Samyn & A.S. Thandar.